# Fenestella lycii
Fenestella lycii är en svampart som först beskrevs av Duby, och fick sitt nu gällande namn av Pier Andrea Saccardo 1883. Fenestella lycii ingår i släktet Fenestella och familjen Fenestellaceae.   Inga underarter finns listade i Catalogue of Life.